# Kup CEB-e 2007.
Kup CEB-a 2007. je bejzbolaški europski kup održan pod krovom organizacije Europske bejzbolaške konfederacije.
Natjecanje se održalo u dva grada, u Hrvatskoj, u Karlovcu i Zagrebu.

## Rezultati

### Skupina "A"
Skupini "A" je domaćinom bio hrvatski grad Karlovac.
Konačni poredak skupine:
| Barcelona    | 3 | 0 | (u poluzavršnici) |
| Kelteks      | 1 | 2 | (u poluzavršnici) |
| Beograd '96  | 1 | 2 |                   |
| Tehnika Brno | 1 | 2 |                   |

### Skupina "B"
Skupini "B" je domaćinom bio hrvatski grad Zagreb.
Konačni poredak skupine:
| Heidenheim | 3 | 0 | (u poluzavršnici) |
| Toulouse   | 2 | 1 | (u poluzavršnici) |
| Zagreb     | 1 | 2 |                   |
| Dinamo     | 0 | 3 |                   |

### Poluzavršnica
| Karlovac, 16. lipnja |     |
| Kelteks - Heidenheim | 1:3 |
| Zagreb, 16. lipnja   |     |
| Barcelona - Toulouse | 3:1 |

### Za plasman 5. – 8. mjesta
| za 5. – 8. mjesto          |     |
| Karlovac, 16. lipnja       |     |
| Beograd '96 - Dinamo       | 7:2 |
| Zagreb, 16. lipnja         |     |
| Zagreb - Tehnika Brno      | 2:3 |
| za 7. mjesto               |     |
| Zagreb - Dinamo            |     |
| za 5. mjesto               |     |
| Tehnika Brno - Beograd '96 |     |

### Za pobjednika
| za 3. mjesto, 17. lipnja |      |
| Kelteks - Toulouse       | 7:8  |
| za 1. mjesto, 17. lipnja |      |
| Barcelona - Heidenheim   | 13:9 |

Pobjednik kupa CEB-e je španjolski predstavnik "Barcelona".

## Konačni poredak
1. Barcelona
2. Heidenheim
3. Toulouse
4. Kelteks Karlovac